# Злобаево
Злобаево — деревня в Вязниковском районе Владимирской области России. Входит в состав Паустовского сельского поселения.

## География
Деревня расположена на берегу речки Индрус в 20 км на юг от центра поселения деревни Паустово и в 37 км на юг от города Вязники.

## История
Деревня впервые упоминается в переписи времен царя Федора Ивановича, проводимой в начале 1580-х годов, и далее ни разу не исчезает со страниц разнообразных документов.
В окладных книгах Рязанской епархии 1678 года деревня входила в состав Сергиево-Горского прихода, в ней было 19 дворов крестьянских и 2 человека захребетников.
В конце XIX — начале XX века деревня являлась крупным населённым пунктом в составе Сергиевской волости Гороховецкого уезда. В 1859 году в деревне числилось 72 двора, в 1905 году — 90 дворов.
С 1929 года деревня являлась центром Злобаевского сельсовета Вязниковского района, в 1935—1963 годах в составе Никологорского района, с 1965 в составе Сергиево-Горского сельсовета, с 2005 года — в составе Паустовского сельского поселения.

## Население
| 1859 | 1897 | 1905 |
| ---- | ---- | ---- |
| 458  | 571  | 637  |

| 1859 | 1897 | 1905 | 1926 | 2002 | 2010 | 2021 |
| ---- | ---- | ---- | ---- | ---- | ---- | ---- |
| 458  | ↗571 | ↗637 | ↗765 | ↘98  | ↘51  | ↗59  |